# Mladen Petrić
Mladen Petrić (Dubrave, 1 de janeiro de 1981) era um futebolista croata nascido na atual Bósnia-Herzegovina e que atuava como atacante. Se aposentou.